# Dụ ngôn Cây vả không trái

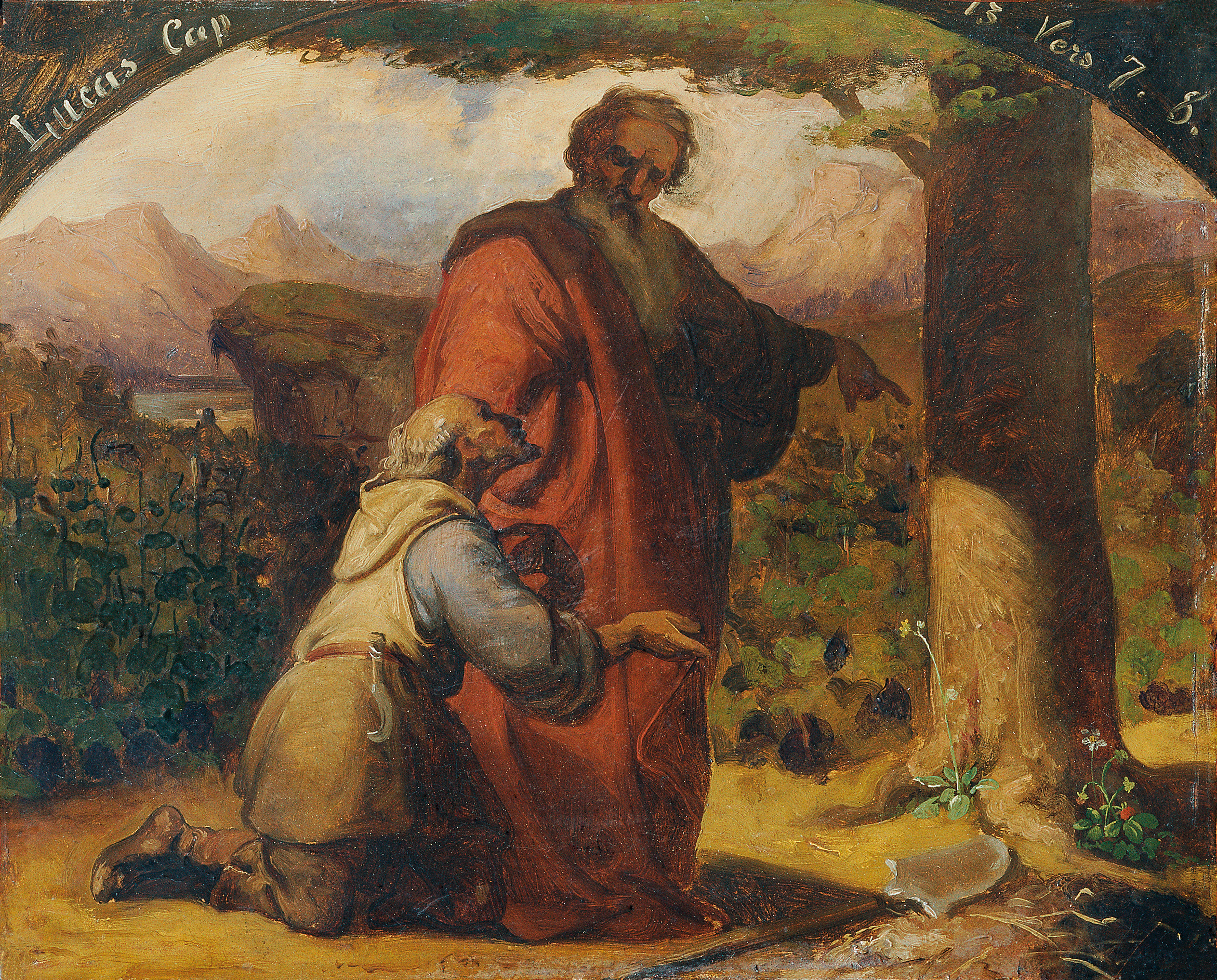
Tranh minh họa dụ ngôn, tác phẩm của Carl Rahl

Dụ ngôn Cây vả không trái (Lu-ca 13:6–9) được viết trong Tân Ước là một trong các dụ ngôn của Giê-su. Đây là dụ ngôn về cây vả cằn cỗi, không sinh trái, chứ không phải là dụ ngôn Cây vả đâm chồi.

## Nội dung
Sau đó, Giê-su kể dụ ngôn này:
6Rồi Đức Giê-su kể dụ ngôn này: "Người kia có một cây vả trồng trong vườn nho mình. Bác ta ra cây tìm trái mà không thấy, 7nên bảo người làm vườn: 'Anh coi, đã ba năm nay tôi ra cây vả này tìm trái, mà không thấy. Vậy anh chặt nó đi, để làm gì cho hại đất?' 8Nhưng người làm vườn đáp: 'Thưa ông, xin cứ để nó lại năm nay nữa. Tôi sẽ vun xới chung quanh, và bón phân cho nó.9May ra sang năm nó có trái, nếu không thì ông sẽ chặt nó đi.'"

## Giải nghĩa
Người chủ vườn nho trong dụ ngôn đại diện cho Thiên Chúa. Cây vả là biểu tượng cho Jerusalem (và cả hội thánh của Giê-su). Vườn nho nơi cây vả được trồng là trần gian. Cây vả đáng lẽ sinh ra trái tốt lành của Chúa Thánh Thần và người làm vườn (người săn sóc vườn nho) là Giê-su. Cây vả thường được trồng trong các vườn nho.
Dụ ngôn cho thấy Giê-su đang cho người nghe một cơ hội cuối cùng để ăn năn tội lỗi của họ. "Ba năm nay" đề cập đến thời kỳ thánh chức của Giê-su ở trần gian. Câu chuyện dụ ngôn này có liên quan đến phép lạ Giê-su nguyền rủa cây vả. Richard Whately nhận xét rằng dụ ngôn này "là câu chuyện mà Chúa của chúng ta có thể được cho là đã bày ra trước những người nghe của mình hai lần; một lần bằng lời khi kể dụ ngôn, và một lần bằng hành động."